# 露土戦争 (1768年-1774年)
第一次露土戦争（ろとせんそう）は、1768年から1774年にかけて、ロシア帝国とオスマン帝国との間で行われた戦争である。

## 戦闘の推移
1768年に起きたコリーイの乱の反乱軍の一部はオスマン帝国が支配したバルタ町にも攻め入ったため、オスマン帝国はロシア帝国に宣戦し、新たな露土戦争が勃発した。
ポーランド制圧を終えたアレクサンドル・スヴォーロフはこの方面に派遣され、1773年4月17日、アストラハン歩兵連隊とコサック騎兵連隊の指揮を引き継いだ。スヴォーロフの部隊はサルティコフ中将の第一軍の隷下に置かれ、全軍の右翼についた。1773年6月28日、スヴォーロフはドナウ川近郊に築かれたオスマン軍野営地を奇襲して勝利した。オスマン軍はドナウ川を越えて撤退し、ロシアはルーマニアを制してトルコ侵攻の橋頭堡を築いた。1774年4月、スヴォーロフはバルカン半島に侵攻し、6月20日、コズルドジで8,000名の軍で40,000名のオスマン軍を撃破した（コズルドジの戦い、ケルチ海峡の海戦）。これはオスマン帝国にとって決定的な打撃となった。

## 影響

キュチュク・カイナルジ条約
----赤がロシア帝国領、緑がオスマン帝国領、赤と緑のストライプはオスマンからロシアへ割譲された領土、黄色と緑のストライプはクリミア・ハン国の領域

6月21日、キュチュク・カイナルジ条約が締結され、ロシアはオスマン帝国から多数の利益を引き出した。
1775年にロシア帝国によってザポロージャのシーチが破壊され、滅亡したクリミア・ハン領とザポロージャ領は合併させられて「ノヴォロシア」（露: Новороссия、『新ロシア』の意味）に改名させられた上で、1783年にはロシア帝国に併合された。
ロシア帝国は、さらに露土戦争 (1787年-1791年)を起こして、南下政策を推進した。